# 公元前17世纪国家领导人列表
公元前17世纪（前1700年—前1601年）世界各国领导人列表。

## 非洲

### 古埃及
- 第二中间时期第十三王朝（列表）－

- 美尔奈弗拉·阿依，法老，约前1701年－前1677年
- 伊内德，法老，前1677年－前1675年
- 桑赫恩拉·赛瓦杰图，法老，前1675年－前1672年
- 梅斯赫姆拉·伊奈德，法老，约前1670年
- 赛瓦杰卡拉·霍利，法老，约前1666年
- 索贝克霍特普七世，法老，约前1662年
- 梅薛普赛斯拉·伊尼，法老，前17世纪中期
- 赛瓦赫恩拉·赛内布米乌，法老，前17世纪前期-前1660年
- 梅赫皮拉，法老，约前1650年代
- 梅卡拉，法老，约前1650年代
- 曼图霍特普五世，法老，约前1650年代
- 赛赫昆拉·桑赫普塔希，法老，约前1650年代

- 第二中间时期第十四王朝（列表）－

- 賽赫布拉，法老，约前1704年－前1699年

- 第二中间时期第十五王朝（列表）－

- 谢希，法老，前17世纪后期
- 赛姆昆，法老，前17世纪后期
- 阿佩尔阿纳特，法老，前17世纪后期
- 雅库布赫，法老，前17世纪后期
- 希安，法老，约前1610年－前1580年

- 第二中间时期第十六王朝（列表）－

- 杰胡提，法老，约前1650年
- 索贝克霍特普八世，法老，前1645年－前1629年
- 内弗霍特普三世，法老，前1629年－前1628年
- 西恩赫恩拉·曼图霍特皮，法老，前1628年－前1627年
- 内比里奥一世，法老，前1627年－前1601年
- 内比里奥二世，法老，约前1600年
- 赛门拉，法老，约前1600年
- 贝比安赫，法老，约前1600年－前1588年

- 第二中间时期阿拜多斯王朝（列表）－

- 賽內布凱，法老，前17世纪
- 乌普瓦乌特马萨夫，法老，前17世纪
- 潘杰尼，法老，前17世纪
- 斯奈布，法老，前17世纪

## 西亚

### 亚述
- 古亚述时期

- 贝路-巴尼，国王，前1700年－前1691年
- 利巴伊亚，国王，前1690年－前1674年
- 沙尔马阿达德一世，国王，前1673年－前1662年
- 伊普塔尔-辛，国王，前1661年－前1650年
- 巴扎伊亚，国王，前1649年－前1622年
- 路拉伊亚，国王，前1621年－前1618年
- 舒-尼努瓦，国王，前1615年－前1602年
- 沙尔马阿达德二世，国王，前1601年－前1599年

### 巴比伦尼亚
- 巴比伦第一王朝（古巴比伦王国)）

- 阿比·埃苏赫，国王，前1712年－前1684年
- 阿米狄塔那，国王，前1684年－前1647年
- 阿米萨杜卡，国王，前1647年－前1626年
- 萨姆苏·地塔那，国王，前1626年－前1595年

### 埃兰
- 埃帕蒂德王朝

- Atta-Merra-Halki，？
- Tata二世，苏卡尔， ？
- Lila-Irtash， ？
- Temti-Agun，苏萨的苏卡马和苏卡尔， ？
- Kutir-Shilhaha，苏卡马和苏卡尔， ？
- Kuk-Nashur三世，埃兰的苏卡尔、苏萨的苏卡尔， 约前1646年前后
- Temti-Raptash， ？
- Shimut-Wartash二世， ？
- Shirtuh，苏萨的国王， ？

### 赫梯
- 赫梯古王国

- 皮坦纳，国王，约前17世纪
- Piyusti，国王，约前17世纪
- 阿尼塔，国王，约前17世纪
- 图特哈里，国王，约前17世纪

## 东亚

### 中国
| 姓名    | 头衔   | 王朝 | 起始年                    | 终止年                    | 备注 |
| ------- | ------ | ---- | ------------------------- | ------------------------- | ---- |
| 不降    | 夏后氏 | 夏朝 | 约前17世纪                | 约前17世纪                |      |
| 扃      | 夏后氏 | 夏朝 | 约前17世纪                | 约前17世纪                |      |
| 廑      | 夏后氏 | 夏朝 | 约前17世纪                | 约前17世纪                |      |
| 孔甲    | 夏后氏 | 夏朝 | 约前17世纪                | 约前17世纪                |      |
| 皋      | 夏后氏 | 夏朝 | 约前17世纪                | 约前17世纪                |      |
| 發      | 夏后氏 | 夏朝 | 约前17世纪                | 约前17世纪                |      |
| 桀      | 夏后氏 | 夏朝 | 约前17世纪                | 约前17世纪                |      |
| 报丙    |        | 先商 | 公元前18世纪-公元前17世纪 | 公元前18世纪-公元前17世纪 |      |
| 报丁    |        | 先商 | 公元前18世纪              | 公元前18世纪              |      |
| 主壬    |        | 先商 | 公元前18世纪              | 公元前18世纪              |      |
| 主癸    |        | 先商 | ？                        | 桀十五年                  |      |
| 大乙 履 |        | 先商 | 桀十五年                  | 桀三十一年                |      |